# ルイ・モンジエ
ルイ・モンジエ（Louis Monziès、1849年5月28日 - 1930年3月13日）は、フランスの画家、版画家である。

## 略歴
フランス南西部、タルヌ＝エ＝ガロンヌ県のモントーバンで法律家の家で生まれた。普仏戦争で軍務についた後、1871年パリに移り、画家のエルネスト・メソニエやイジドール・ピルス、版画家のレオン・ゴーシェレル（Léon Gaucherel: 1816-1886）に学んだ。
1876年からパリのサロンに出展を始め、1876年、1880年、1881年のサロンで2等や3等のメダルを受賞し、1889年のパリ万国博覧会の展覧会で銅メダルを受賞した。
1882年にノルマンディー、マンシュ県のシェルブールで結婚し、その後、ノルマンディーとパリのアパートの両方に住まいを持つ生活をし、3人の子供が生まれた。書籍の挿絵や、絵の師匠であったエルネスト・メソニエやイラストレーターのアンリ・ピル（Henri Pille: 1844-1897）の原画に基ずく多くの版画を制作した。1884年にフランス芸術家協会の会員になり、1891年にフランス画家・版画家協会(Société des peintres-graveurs français)になった。
写真製版の技術の進歩により、版画制作で得られる収入が減ったこともあり、1895年にル・マン移り、ヌイイ＝シュル＝セーヌの教育機関（Institution Notre-Dame de Sainte-Croix）の美術教師になり、自宅で絵画教室を開き、絵画の修復の仕事をし、1905年に絵画の制作を始めた。第一次世界大戦中は多くの水彩画を描き、アメリカの軍人に販売した。ル・マンのいくつかの美術館の学芸員も務めた。

## 作品

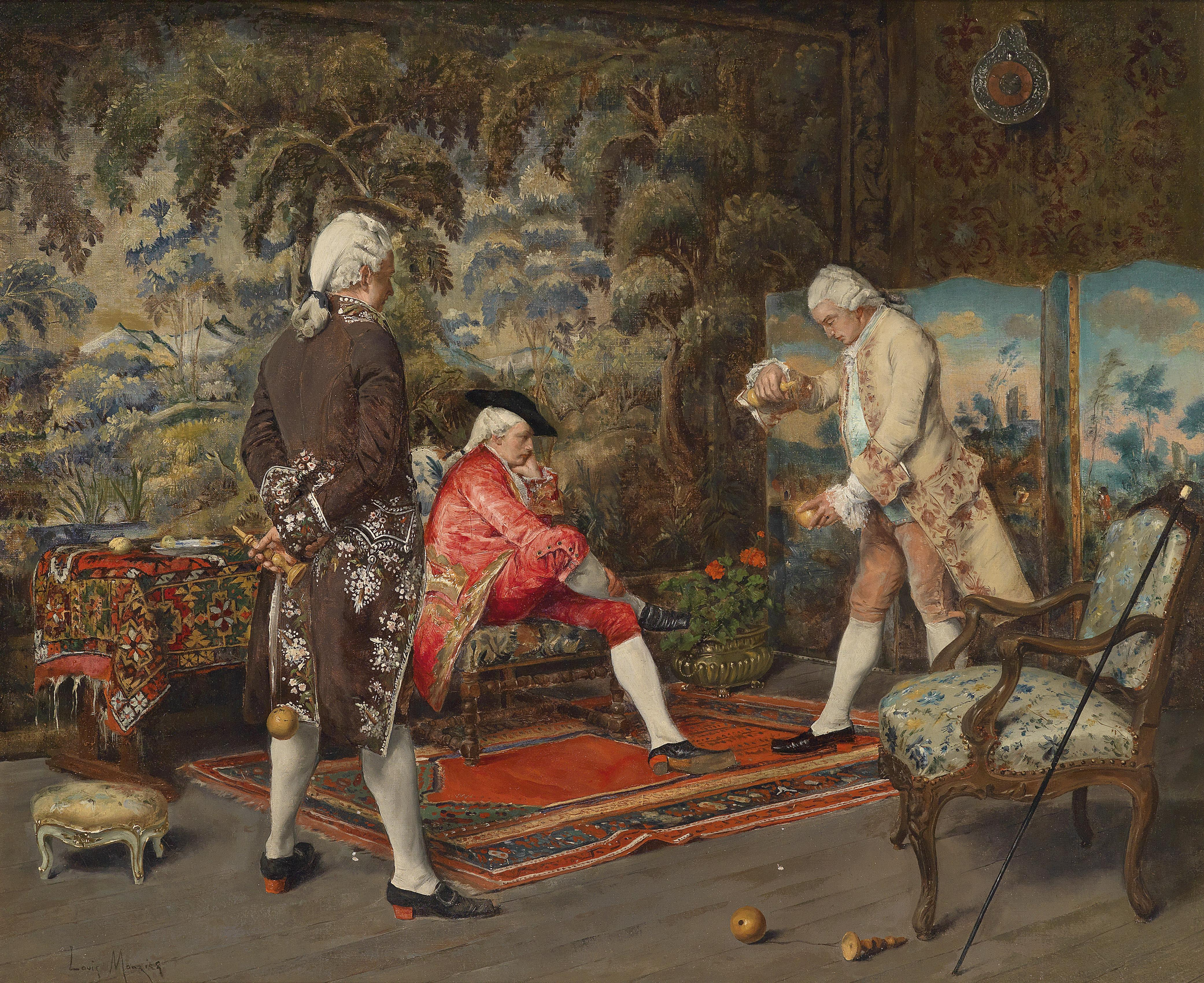
けん玉で遊ぶ人々 (c.1880)
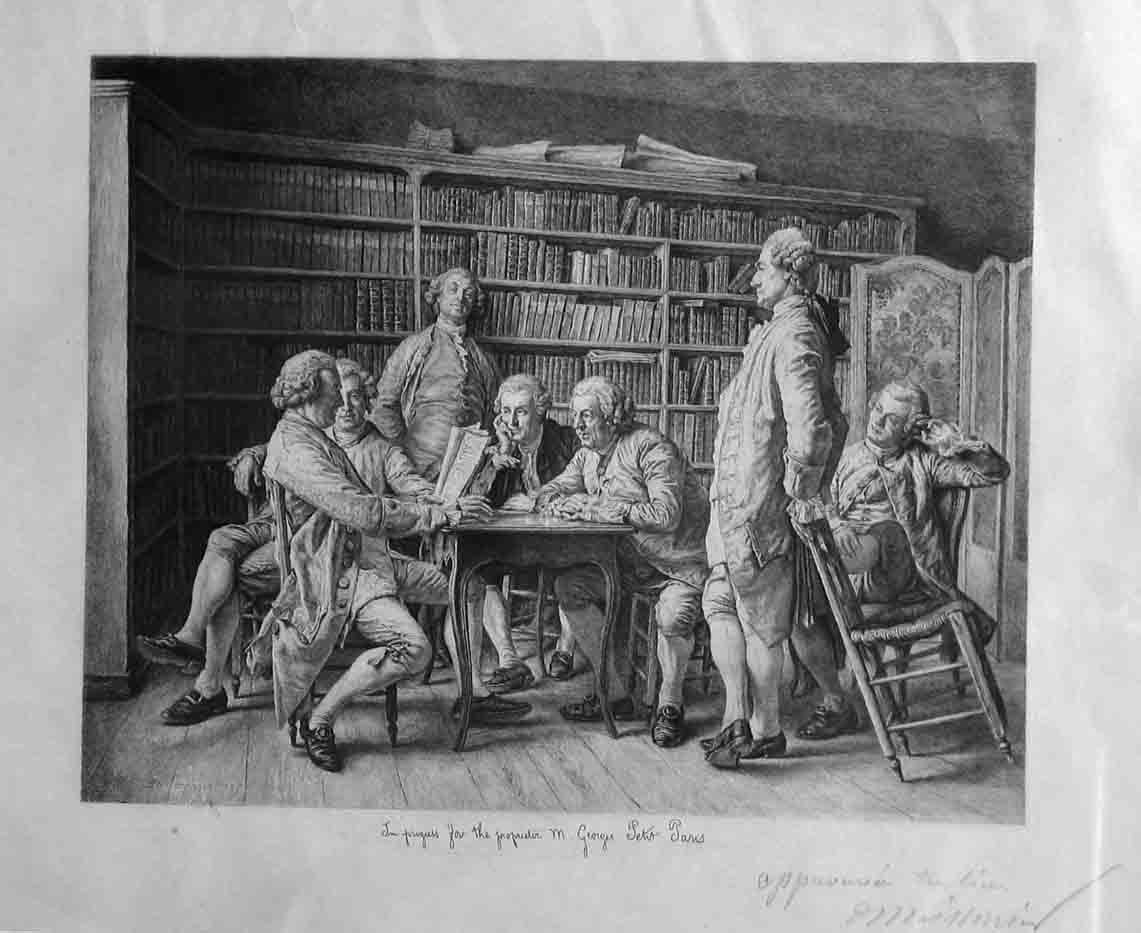
朗読するディドロ
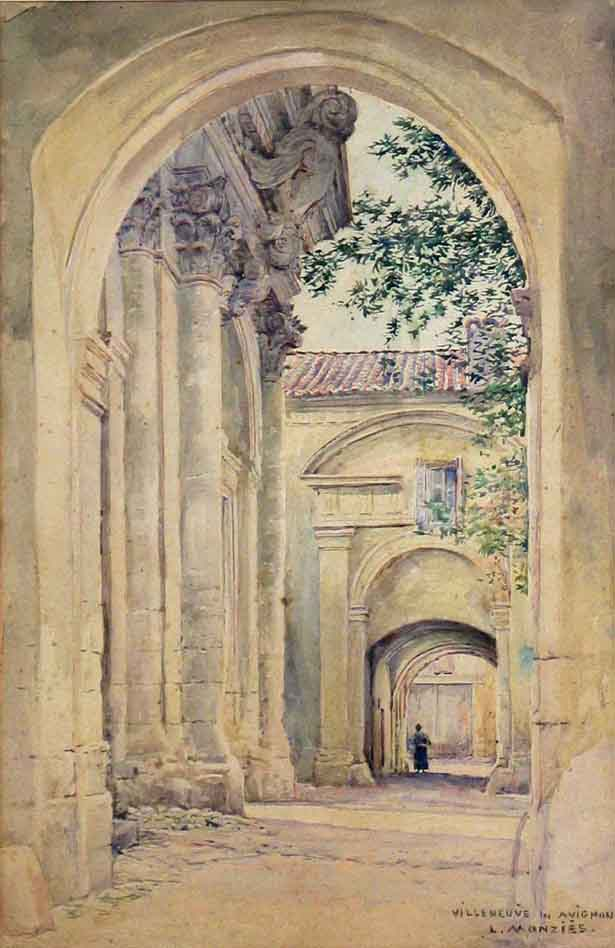
ヴィルヌーヴ＝レザヴィニョン